# Software de sistema
Software de sistema ou programa de sistema é o software projetado para fornecer uma plataforma para outro software. Exemplos de software de sistema incluem sistemas operacionais como macOS, Ubuntu (uma distribuição Linux) e Microsoft Windows, software de computação científica, mecanismos de jogos, automação industrial e aplicativos de software como serviço.
Em contraste com o software de sistema, softwares que permitem aos usuários realizar tarefas orientadas ao usuário, como criar documentos de texto, jogar jogos de computador, ouvir música ou navegar na Web, são coletivamente chamados de software aplicativo.
Nos primórdios da computação, a maioria dos softwares aplicativos era personalizada por usuários de computador para atender a seus requisitos e hardware específicos. Em contraste, o software do sistema era geralmente fornecido pelo fabricante do hardware do computador e deveria ser usado pela maioria, ou todos os usuários desse sistema.
A linha em que a distinção deve ser tirada nem sempre é clara. Muitos sistemas operacionais agregam software de aplicativo. Esse software não é considerado um software de sistema quando pode ser desinstalado normalmente sem afetar o funcionamento de outro software. Exceções podem ser, por exemplo, navegadores da Web, como o Internet Explorer, onde a Microsoft alegou no tribunal que era um software de sistema que não podia ser desinstalado. Exemplos posteriores são o Chrome OS e o Firefox OS, onde o navegador funciona como a única interface de usuário e a única maneira de executar programas (e outros navegadores da web não podem ser instalados em seu lugar), então eles podem ser considerados (parte de) o sistema operacional e, portanto, software de sistema.
Outro exemplo limítrofe é o software baseado em nuvem. Este software fornece serviços para um cliente de software (geralmente um navegador da Web ou um aplicativo JavaScript em execução no navegador da Web), não para o usuário diretamente e, portanto, é um software de sistema. Também é desenvolvido usando metodologias de programação de sistemas e linguagens de programação de sistemas. No entanto, do ponto de vista da funcionalidade, há pouca diferença entre um aplicativo de processamento de texto e um aplicativo Web de processamento de texto.